# لندن (فلم دراما)
لندن (بالإنجليزية: London) فِلم مستقل أنتج سنة 2005 يركز على حفلة مانهاتن. الفِلم أنتجته بوني تيمرمان وأخرجه وكتبه هانتر ريتشارد. من بطولة جيسيكا بيل، كريس إيفانز، جيسون ستاثام، جوي براينت، داين كوك، كات دينينجز ولويس سي.كي.

## القصة
سيد (كريس إيفانز) يتلقى إتصالاً هاتفيًا  من صديقه يعلمه عن حبيبته السابقة لندن (جيسيكا بيل) إذ تقيم حفلة وداع قبل انتقالها إلى كاليفورنيا مع حبيبها الجديد في أيام قليلة. سيد، الذي يعاني من اكتئاب عميق منذ أن خانته لندن، يطير من الغضب عند سماعه لأخبار لندن، ويحطم شقته. ويقرر الذهاب إلى الحفلة من دون دعوة، يصل أمامه بيتمان(جيسون ستاثام)، المصرفي الذي يسلم الكوكايين لسيد في تجارة متبادلة.

## الممثلين
- جيسيكا بيل بدور لندن
- كريس إيفانز بدور سيد
- جيسون ستاثام بدور بيتمان
- جوي براينت بدور مالوري
- كيلي جارنر بدور مايا
- آيسلا فيشر بدور ريبيكا
- داين كوك بدور جورج
- لويس سي.كي. بدور المعالج
- كيسي لابو بدور عشيقة
- كات دينينجز بدور ليلي

## الأغاني
فرقة موسيقا الإلكترونيكا ذا كريستل ميثود أدت موسيقا الفلم.

## روابط خارجية
- مقالات تستعمل روابط فنية بلا صلة مع ويكي بيانات
- Review by Roger Ebert at the Chicago Sun-Times